# Peter Wasserscheid
Peter Wasserscheid (* 23. Oktober 1970 in Würzburg) ist ein deutscher Chemiker, Professor für Chemische Reaktionstechnik und – zusammen mit Matthias Beller – Träger des Gottfried-Wilhelm-Leibniz-Preises 2006.

## Leben
Nach seinem Studium an der RWTH Aachen von 1991 bis 1995 und einer dreijährigen Promotion im Arbeitskreis von Wilhelm Keim arbeitete Wasserscheid vier Monate als PostDoc bei BP Chemicals in Großbritannien. Anschließend kehrt er für seine Habilitation nach Aachen zurück und beendet diese Ende 2002. Seit Oktober 2003 hat er den Lehrstuhl für Chemische Reaktionstechnik des Instituts für Chemie- und Bioingenieurwesen an der Universität Erlangen-Nürnberg inne (Nachfolge von Gerhard Emig).
Wasserscheid war zudem von 1999 bis 2001 Mitglied der Geschäftsführung der von ihm mitbegründeten Solvent Innovation GmbH. Im Jahr 2013 gründete er die Hydrogenious Technologies GmbH zusammen mit Wolfgang Arlt, Eberhard Schlücker und Daniel Teichmann. Seit März 2014 ist er Gründungsdirektor des Helmholtz-Instituts Erlangen-Nürnberg für Erneuerbare Energien (HI ERN).
Er ist der ältere Bruder der Schauspielerin Eli Wasserscheid, die seit April 2015 als Ermittlerin im Franken-Tatort zu sehen ist.
Wasserscheid ist verheiratet und hat drei Kinder.

## Werk
Der Forschungsschwerpunkt Wasserscheids sind ionische Flüssigkeiten.
Ein weiteres Thema, zu welchem am Lehrstuhl für Chemische Reaktionstechnik und auch am Helmholtz-Institut Erlangen-Nürnberg intensiv geforscht wird, ist die chemische Energiespeicherung in Form von Wasserstoff in flüssigen, organischen Wasserstoffspeichern (LOHC von engl. Liquid Organic Hydrogen Carriers).
Für den Deutschen Zukunftspreis 2018 waren unter anderen nominiert: Peter Wasserscheid, Wolfgang Arlt und Daniel Teichmann, Friedrich-Alexander-Universität Erlangen-Nürnberg und Forschungszentrum Jülich, Hydrogenious Technologies GmbH, Erlangen, mit ihrem Projekt „Flüssige Wasserstoffspeicher – Wegbereiter einer künftigen Wasserstoffgesellschaft“.

## Auszeichnungen
- 1996: Friedrich-Wilhelm-Preis der RWTH Aachen für die Diplomarbeit
- 1999: Borchers-Plakette der RWTH Aachen für die Promotion
- 2000: Carl-Zerbe-Preis[3]
- 2001: DECHEMA-Preis der Max-Buchner-Forschungsstiftung[4]
- 2003: Innovationspreis der deutschen Wirtschaft[5]
- 2006: Gottfried-Wilhelm-Leibniz-Preis[6]
- 2010: Advanced Investigators Grant des ERC[7]
- 2013: Honorary Professor at the “Institute for Process Engineering”, Chinese Academy of Science, Beijing, China
- 2017: Advanced Investigators Grant des ERC[8]
- 2018: Deutscher Zukunftspreis „Kreis der Besten“[2]
- 2019: Mitglied der Bayerischen Akademie der Wissenschaften